# 驼背三棱箱鲀
驼背三棱箱鲀（学名：Tetrosomus gibbosus），又名駝背真三棱箱魨、三角河魨、海牛港，为輻鰭魚綱魨形目鱗魨亞目箱鲀科三棱箱鲀属的鱼类。分布于印度洋及太平洋、西南达南非和德斑、西达红海西北端、波斯湾和印度、东到印度尼西亚、菲律宾、在西太平洋北达南海、台湾及日本的南部等海域，属于热带近海底层小型鱼类，棲息深度37-110公尺，體長可達30公分，棲息在沙底質、海草生長的水域，以底棲性無脊椎動物為食，生活習性不明，具有毒性。该物种的模式产地在印度。